# Campoo-Los Valles
Campoo-Los Valles è una comarca della Spagna, situata nella comunità autonoma della Cantabria.